# Horcajo de Santiago (kommunhuvudort)
Horcajo de Santiago är en kommunhuvudort i Spanien.   Den ligger i provinsen Provincia de Cuenca och regionen Kastilien-La Mancha, i den centrala delen av landet, 90 km sydost om huvudstaden Madrid. Horcajo de Santiago ligger 766 meter över havet och antalet invånare är 3 764.
Terrängen runt Horcajo de Santiago är platt. Runt Horcajo de Santiago är det glesbefolkat, med 14 invånare per kvadratkilometer. Närmaste större samhälle är Tarancón, 18,5 km norr om Horcajo de Santiago. Trakten runt Horcajo de Santiago består till största delen av jordbruksmark.